# Steve Adler
Stephen Ira Adler né le 23 mars 1956 à Washington, D.C, est un avocat et homme politique démocrate américain. Il est maire d’Austin, au Texas, de 2015 à 2023.

## Biographie
Adler exerce la pratique d’avocat à Austin dans les domaines du droit de préemption et des droits civils depuis 35 ans. Pendant huit ans, il a travaillé comme chef de cabinet et plus tard avocat général du sénateur démocrate Eliot Shapleigh à la législature du Texas. Il a également travaillé avec ou présidé des organisations à but non lucratif et civiques basées à Austin, notamment l'Anti-Defamation League, organisation non gouvernementale luttant contre toute forme d'antisémitisme et de discrimination.
Il est élu maire d'Austin en 2014 et réélu en 2018.